# Gran Premio de Francia de Motociclismo de 1991
El Gran Premio de Francia de Motociclismo de 1991 fue la décima prueba de la temporada 1991 del Campeonato Mundial de Motociclismo. El Gran Premio se disputó el 21 de julio de 1991 en el Circuito Paul Ricard.

## Resultados 500cc
Clarísima victoria de Wayne Rainey en 500cc, que destaca del segundo Mick Doohan a cuatro segundos, completando un fin de semana perfecto, donde también consiguió la pole y la vuelta más rápida de la carrera. Detrás de los dos pilotos de cabeza, el tercer puesto del podio fue muy peleado entre Eddie Lawson y Kevin Schwantz, que se llevó el primero.
Por lo que hace a los partiicpantes, Alex Barros (herido en el brazo después de una caída en los entrenamientos libres), es substituido por el francés Raymond Roche, piloto con contrato con Ducati con la que ganó el 1990. Pero Roche, de acuerdo con Cagiva, renuncia a participar en la carrera por el mal ajuste con el C591 de su compañero Lawson, que fue más rápido que tres segundos por vuelta comparado con el francés, para evitar lesionarse y por no pdoer participar en otras carreras en la temporada ya que Roche estaba en camino de repetir el título en el Mundial de Superbikes.
| 1        | Wayne Rainey         | Marlboro Team Roberts  | Yamaha | 44:13.070  | 20 |
| 2        | Mick Doohan          | Rothmans Honda Team    | Honda  | +4.000     | 17 |
| 3        | Eddie Lawson         | Cagiva Corse           | Cagiva | +23.646    | 15 |
| 4        | Kevin Schwantz       | Lucky Strike Suzuki    | Suzuki | +23.730    | 13 |
| 5        | Jean Philippe Ruggia | Sonauto Yamaha Mobil 1 | Yamaha | +31.387    | 11 |
| 6        | Doug Chandler        | Roberts B Team         | Yamaha | +49.660    | 10 |
| 7        | Didier de Radiguès   | Lucky Strike Suzuki    | Suzuki | +55.097    | 9  |
| 8        | Adrien Morillas      | Sonauto Yamaha Mobil 1 | Yamaha | +1:12.584  | 8  |
| 9        | Sito Pons            | Campsa Honda Team      | Honda  | +1:17.300  | 7  |
| 10       | Wayne Gardner        | Rothmans Honda Team    | Honda  | +2 Vueltas | 6  |
| 11       | Juan Garriga         | Ducados Yamaha         | Yamaha | +2 Vueltas | 5  |
| 12       | Cees Doorakkers      | HEK-Baumachines        | Honda  | +2 Vueltas | 4  |
| 13       | Marco Papa           | Team Marco Papa        | Honda  | +2 Vueltas | 3  |
| 14       | Michael Rudroff      | Rallye Sport           | Honda  | +2 Vueltas | 2  |
| 15       | Josef Doppler        | Doppler Racing         | Yamaha | +3 Vueltas | 1  |
| Ret      | Nicholas Schmassman  | Schmassman Technotron  | Honda  | Ret        |    |
| Ret      | Hans Becker          | Team Romero Racing     | Yamaha | Ret        |    |
| Ret      | John Kocinski        | Marlboro Team Roberts  | Yamaha | Ret        |    |
| DNS      | Raymond Roche        | Cagiva Corse           | Cagiva | DNS        |    |
| DNQ      | Andreas Leuthe       | Librenti Corse         | Suzuki | DNQ        |    |
| DNQ      | Helmut Schutz        | Rallye Sport           | Honda  | DNQ        |    |
| DNQ      | Martin Trösch        | MT Racing              | Honda  | DNQ        |    |
| DNQ      | Simon Buckmaster     | Padgett's Racing Team  | Suzuki | DNQ        |    |
| Sources: |                      |                        |        |            |    |

## Resultados 250cc
Loris Reggiani se lleva la segunda victoria de la temporada para Aprilia, la primera fue obtenida por Pierfrancesco Chili en el GP de los Países Bajos. Para Reggiani se trata de la vuelta a la victoria después de cuatro años de su último triunfo en el Gran Premio de San Marino de 1987.
| Pos. | Piloto                    | Moto     | Tiempo    | Pts. |
| ---- | ------------------------- | -------- | --------- | ---- |
| 1    | Loris Reggiani            | Aprilia  | 40'25.925 | 20   |
| 2    | Helmut Bradl              | Honda    | +4.286    | 17   |
| 3    | Carlos Cardús             | Honda    | +13.053   | 15   |
| 4    | Pierfrancesco Chili       | Aprilia  | +13.172   | 13   |
| 5    | Luca Cadalora             | Honda    | +20.075   | 11   |
| 6    | Masahiro Shimizu          | Honda    | +23.945   | 10   |
| 7    | Wilco Zeelenberg          | Honda    | +30.801   | 9    |
| 8    | Jochen Schmid             | Honda    | +50.255   | 8    |
| 9    | Àlex Crivillé             | JJ Cobas | +50.470   | 7    |
| 10   | Martin Wimmer             | Suzuki   | +50.855   | 6    |
| 11   | Paolo Casoli              | Yamaha   | +51.218   | 5    |
| 12   | Andreas Preining          | Aprilia  | +52.736   | 4    |
| 13   | Massimiliano Biaggi       | Aprilia  | +57.552   | 3    |
| 14   | Jean Pierre Jeandat       | Honda    | +1'04.706 | 2    |
| 15   | Harald Eckl               | Aprilia  | +1'05.499 | 1    |
| 16   | Carlos Lavado             | Yamaha   | +1'12.049 |      |
| 17   | Bernd Kassner             | Aprilia  | +1'12.370 |      |
| 18   | Jurgen van den Goorbergh  | Aprilia  | +1'21.770 |      |
| 19   | Alberto Puig              | Yamaha   | +1'23.709 |      |
| 20   | Urs Jücker                | Yamaha   | +1'24.579 |      |
| 21   | Eskil Suter               | Aprilia  | +1 Vuelta |      |
| 22   | Patrick van den Goorbergh | Yamaha   | +1 Vuelta |      |
| 23   | Herri Torrontegui         | Aprilia  | +1 Vuelta |      |
| 24   | Ian Newton                | Yamaha   | +1 Vuelta |      |
| 25   | Steve Hislop              | Honda    | +1 Vuelta |      |
| 26   | Peter Linden              | Honda    | +1 Vuelta |      |
| 27   | Renzo Colleoni            | Aprilia  | +1 Vuelta |      |
| 28   | José Barresi              | Yamaha   | +1 Vuelta |      |
| Ret  | Frédéric Protat           | Aprilia  | Ret       |      |
| Ret  | Bernard Haenggeli         | Aprilia  | Ret       |      |
| Ret  | Kevin Mitchell            |          | Ret       |      |
| Ret  | Stefan Prein              | Honda    | Ret       |      |
| Ret  | Erkka Korpiaho            | Aprilia  | Ret       |      |
| Ret  | Corrado Catalano          | Honda    | Ret       |      |
| Ret  | Marcellino Lucchi         | Aprilia  | Ret       |      |
| Ret  | Jean Foray                | Yamaha   | Ret       |      |
| DNS  | Luis Lavado               | Yamaha   | DNS       |      |
| DNQ  | Stefano Pennese           | Aprilia  | DNQ       |      |
| DNQ  | Stefano Caracchi          | Yamaha   | DNQ       |      |
| DNQ  | John Cornwell             | Yamaha   | DNQ       |      |
| DNQ  | Renato Colleoni           | Aprilia  | DNQ       |      |
| DNQ  | Fausto Ricci              | Yamaha   | DNQ       |      |

## Resultados 125cc
Tercera victoria de la temporada para Loris Capirossi. Podio que se completó con otros dos pilotos de Honda, con el alemán Ralf Waldmann segundo y Fausto Gresini tercero. 
Por otro lado, dos jóvenes españoles, Carlos Giró y Antonio Sánchez, se inscribieron mediante una wild Card por la Federación Española de Motociclismo. Esta pareja quedan por delante incluso del campeón español Jorge Martínez Aspar. En decimonovena posición, quedó el subcampeón de la temporada 1990 Hans Spaan (ganador de este mismo Gran Premio el año pasado) y que todavía está mermado por las caídas en los entrenamientos y que le causó un moratón serio en las costillas.
| Pos. | Piloto               | Moto         | Tiempo    | Pts. |
| ---- | -------------------- | ------------ | --------- | ---- |
| 1    | Loris Capirossi      | Honda        | 38'47.207 | 20   |
| 2    | Ralf Waldmann        | Honda        | +6.547    | 17   |
| 3    | Fausto Gresini       | Honda        | +8.857    | 15   |
| 4    | Gabriele Debbia      | Aprilia      | +19.327   | 13   |
| 5    | Noboru Ueda          | Honda        | +23.604   | 11   |
| 6    | Dirk Raudies         | Honda        | +24.951   | 10   |
| 7    | Kazuto Sakata        | Honda        | +34.111   | 9    |
| 8    | Nobuyuki Wakai       | Honda        | +34.434   | 8    |
| 9    | Carlos Giró          | JJ Cobas     | +34.561   | 7    |
| 10   | Antonio Sánchez      | JJ Cobas     | +35.406   | 6    |
| 11   | Jorge Martínez Aspar | Honda        | +37.630   | 5    |
| 12   | Alessandro Gramigni  | Aprilia      | +37.694   | 4    |
| 13   | Hisashi Unemoto      | Honda        | +43.819   | 3    |
| 14   | Koji Takada          | Honda        | +43.897   | 2    |
| 15   | Adi Stadler          | JJ Cobas     | +44.418   | 1    |
| 16   | Gimmi Bosio          | Honda        | +52.311   |      |
| 17   | Bruno Casanova       | Honda        | +52.509   |      |
| 18   | Heinz Lüthi          | Honda        | +52.658   |      |
| 19   | Hans Spaan           | Honda        | +59.717   |      |
| 20   | Arie Molenaar        | Honda        | +1'09.786 |      |
| 21   | Stefan Kurfiss       | Honda        | +1'10.129 |      |
| 22   | Maurizio Vitali      | Gazzaniga    | +1'10.389 |      |
| 23   | Alain Bronec         | Honda        | +1'10.955 |      |
| 24   | Manuel Hernández     | Honda        | +1'10.961 |      |
| 25   | Alfred Waibel        | Honda        | +1'11.132 |      |
| 26   | Peter Galvin         | Honda        | +1'11.344 |      |
| 27   | Robin Appleyard      | Honda        | +1'24.176 |      |
| 28   | Johnny Wickström     | Honda        | +1'24.258 |      |
| 29   | Luis Álvaro          | Derbi        | +1'35.675 |      |
| 30   | Jos van Dongen       | Honda        | +1'37.040 |      |
| Ret  | Julián Miralles      | JJ Cobas     | Ret       |      |
| Ret  | Oliver Petrucciani   | Aprilia      | Ret       |      |
| Ret  | Stefan Brägger       | Honda        | Ret       |      |
| Ret  | Peter Öttl           | Bakker-Rotax | Ret       |      |
| Ret  | Kin'ya Wada          | Honda        | Ret       |      |
| Ret  | Ezio Gianola         | Derbi        | Ret       |      |
| DNQ  | Serafino Foti        | Honda        | DNQ       |      |
| DNQ  | Jaime Mariano        | JJ Cobas     | DNQ       |      |
| DNQ  | Javier Debón         | JJ Cobas     | DNQ       |      |
| DNQ  | Ian McConnachie      | Honda        | DNQ       |      |
| DNQ  | Emilio Cuppini       | Gazzaniga    | DNQ       |      |
| DNQ  | Hubert Abold         | Honda        | DNQ       |      |
| DNQ  | Steve Patrickson     | Honda        | DNQ       |      |
| DNQ  | Thierry Feuz         | Honda        | DNQ       |      |
| DNQ  | Jean-Claude Selini   | Honda        | DNQ       |      |